# Kansas Free State

Le Kansas Free State fut l'un des journaux abolitionnistes imprimés lors de la croisade du Kansas, au milieu du XIXe siècle.
La publication de la première édition eut lieu à Lawrence (Kansas) le 10 janvier 1855 par les journalistes Robert Gaston Elliott et Josiah Miller. Ce dernier, diplômé de l'université de l'Indiana, avait auparavant exercé son métier à Bloomington, au service du Central Illinois Times. Il fut élu en 1857 juge du comté de Douglas puis sénateur de l'État en 1861. Décédé en 1871, il a donné son nom à une bière populaire dans le Kansas. La presse du Territoire du Kansas, secouée par les événements tragiques du Bleeding Kansas, était alors particulièrement active et diverse.
Le Kansas Free State avait en face de lui, dans la ville proche d'Atchison, le Squatter Sovereign, le plus militant des journaux pro-esclavagisme et le Kansas Weekly Herald, un peu plus modéré, mais de la même inclinaison, dans la ville de Lecompton.
Le journal fut la cible, le 21 juin 1856, du scandale de Lawrence, lorsque des Border Ruffians mené par le shérif Samuel J. Jones (1820-1880) détruisirent les deux journaux de Lawrence (Kansas), le Kansas Free State et le Herald of Freedom et jetèrent les caractères d'imprimerie dans la rivière Kansas, une action qui contribua à la très mauvaise image des esclavagistes dans une partie croissante de l'opinion publique au Nord.